# Космос-461
Космос-461 («ДС-У2-МТ» № 1) — советский научно-исследовательский космический аппарат разработанный в ОКБ-586 (ныне КБ «Южное») на базе спутниковой платформы «ДС-У2-МТ» и предназначенный для изучения природы основных ежегодных метеорных потоков и измерения интенсивности, спектрального состава и вариаций гамма-излучений. Спутник запущен на орбиту 2 декабря 1971 года.

## Инструменты
Основным научным инструментом на спутнике был всенаправленный детектор жестких рентгеновских и гамма лучей на основе кристалла NaI(Tl).
Размер кристалла — 70×70 мм, эффективная площадь — 57.5 кв.см. Поверхностная плотность вещества пассивной защиты — 1 г/кв.см. Антисовпадательной защиты на детекторе не было. Для уменьшения потока вторичных заряженных частиц, возникающих в теле спутника под воздействием космических лучей больших энергий, детектор располагался на длинной выносной штанге.
Ввиду значительного вклада наведенного радиоактивного фона (особенно после пролёта через область Южной атлантической аномалии) в регистрируемую скорость счета детектора для дальнейшего анализа данных использовались данные только первого дня работы детектора до пролёта спутника области с большой плотностью заряженных частиц (Южной атлантической аномалии).

## Основные результаты
- Получен спектр космического фонового излучения в диапазоне энергий 30 кэВ-4 МэВ . Измерения показали хорошее согласие с предыдущими измерениями на спутниках Рэйнджер-3  и Аполло-15  на энергиях выше 400—500 кэВ, однако практически впервые удалось измерить спектр космического фона на энергиях 20-200 кэВ. Общие (для многих инструментов, в том числе и для спектрометра на борту Космос-461) сложности отделения сигнала космического фона от паразитного сигнала, создаваемого наведенной радиацией в детектирующем кристалле в области энергий 1-2 МэВ, приводили к тому, что спектр гамма-фона Вселенной на этих энергиях был значительно переоценен вплоть до экспериментов на орбитальных обсерваториях SMM и CGRO в 80-90х годах XX века.
- Первое независимое подтверждение существование феномена гамма всплесков. С использованием результатов наблюдений аппаратуры на спутнике Космос-461 получено распределение частоты появления гамма всплесков как функция их яркости

## Другие научные эксперименты на спутниках серии Космос
- Космос-208
- Космос-251
- Космос-264
- Космос-428

## Примечание
1. ↑  Ракеты и космические аппараты конструкторского бюро «Южное», 2001, p. 134.
2. ↑  Ракеты и космические аппараты конструкторского бюро «Южное», 2001, p. 142.